# Skoll (vệ tinh)
Skoll (/ ˈskɒl / SKOL; tiếng Na Uy [skœlː]) hoặc Saturn XLVII (chỉ định tạm thời S/2006 S 8) là một vệ tinh dị hình chuyển động nghịch hành của Sao Thổ. Sự phát hiện ra nó được công bố bởi Scott S. Sheppard, David C. Jewitt và Jan Kleyna vào ngày 26 tháng 6 năm 2006 từ các quan sát được thực hiện trong khoảng thời gian từ ngày 5 tháng 1 đến ngày 30 tháng 4 năm 2006.

## Đặc điểm
Skoll có đường kính khoảng 6 km (giả sử một suất phản chiếu là 0,04) và quay quanh Sao Thổ ở khoảng cách trung bình là17,6 Gm (triệu km) trong 869 ngày, theo quỹ đạo rất lệch tâm và nghiêng vừa phải.

## Tên gọi
Nó được đặt tên vào tháng 4 năm 2007 theo tên Sköll, một con sói khổng lồ từ thần thoại Bắc Âu, con trai của Fenrisulfr và anh em sinh đôi của Hati.